# Peribatodes sublutearia
Peribatodes sublutearia är en fjärilsart som beskrevs av Hans Zerny 1927. Peribatodes sublutearia ingår i släktet Peribatodes och familjen mätare. Inga underarter finns listade i Catalogue of Life.